# 柳亭市好
柳亭 市好（りゅうてい いちこう、1993年5月25日 - ）は、落語協会に所属する落語家。四代目柳亭市馬門下の二ツ目。

## 経歴
2016年5月に愛知大学文学部卒業後、四代目柳亭市馬に入門、翌年3月21日に前座となり、前座名「市坊」を名乗る。
2020年11月1日、金原亭乃ゝ香と共に二ツ目昇進、「市好」と改名。市馬の前名「さん好」にちなむ命名である。

## 芸歴
- 2016年5月∶四代目柳亭市馬に入門。
- 2017年3月∶前座となる、前座名「市坊」。
- 2020年11月∶二ツ目昇進、「市好」と改名。

## 人物
- 落語協会二ツ目の勉強会「チャノマ」メンバー。